# Mir-Arab-Madrasa

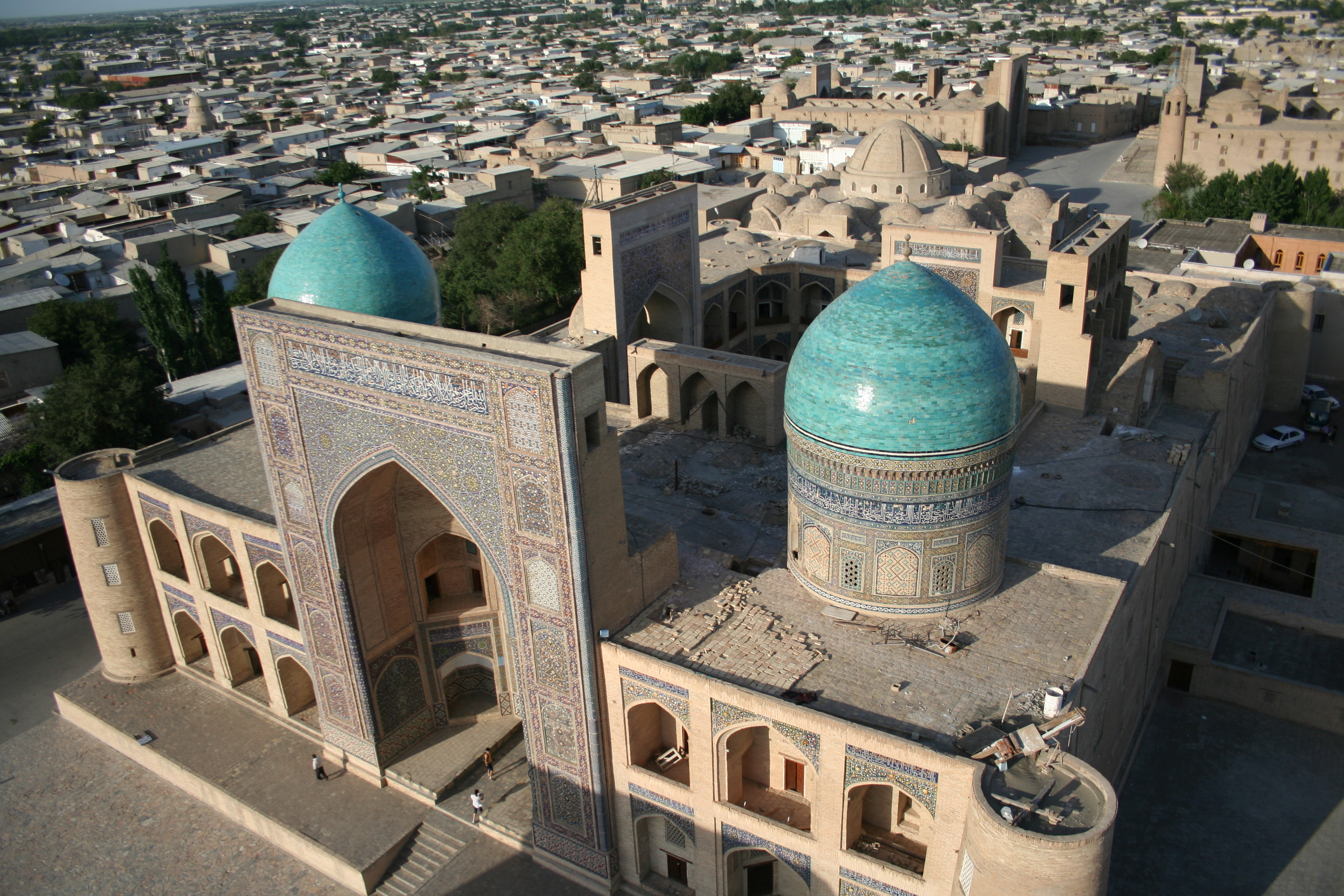
Mir-Arab Madrasa

Die Mir-Arab-Madrasa  oder Medrese Mir-e Arab (russisch Медресе Мир Араб; wiss. Transliteration Medrese Mir Arab) ist eine Madrasa (geistliche Lehranstalt) in Buchara in Usbekistan, die 1536 fertiggestellt war und nach ihrer Wiedereröffnung im Jahre 1945 die wichtigste islamische Bildungsinstitution der Sowjetunion war.

## Lage
Die Madrasa liegt im historischen Zentrum von Buchara und ist Bestandteil des Gebäudeensembles Poi Kalon, das südöstlich der Zitadelle Ark liegt. Sie liegt östlich der Kalon-Moschee und ist dieser im Kosch-Prinzip gegenübergestellt. Da der Platz nach Osten abfällt, ist die Madrasa auf einer erhöhten Plattform errichtet, um die Symmetrie zu wahren.
An der Südseite des Platzes zwischen der Madrasa und der Moschee stehen das Kalon-Minarett und die Emir-Alim-Khan-Madrasa.

## Geschichte

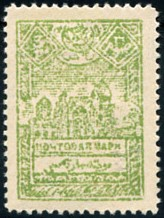
Die Madrasa auf einer Briefmarke der Volksrepublik Buchara (1924)

Über die Ursprünge der Schule ist wenig bekannt. Ihre Erbauung wird Scheich Abdullah Yamani aus dem Jemen zugeschrieben, dem auch Mir-i Arab genannten geistlichen Mentor der frühen Schaibaniden. Der Scheich hatte einen großen Einfluss auf Ubaidullah Khan (reg. 1533–1539), den Sohn von Sultan Mahmud. Der Bau der Madrasa wurde Ende 1535 oder Anfang 1536 vollendet. Sowohl Ubaidullah Khan als auch Scheich Abdullah Yamani wurden hier beigesetzt.
Nachdem die Lehrtätigkeit in den frühen 1920er Jahren eingestellt worden war, wurde die Madrasa 1945  wiedereröffnet. Während der Sowjetzeit erhielten hier unter anderen die führenden islamischen Geistlichen Rawil Gainutdin, Talgat Tadschuddin, Nafigulla Aschirow, Ismail Alijewitsch Berdijew und Achmat Abdulchamidowitsch Kadyrow ihre Ausbildung. Auch Allahşükür Paşazadə und Muhammad Sodiq Muhammad Yusuf studierten und wirkten hier. Der Begründer der modernen tadschikischen Literatur, Sadriddin Ainij, besuchte ebenfalls diese Medrese.

## Beschreibung
Die Hauptfassade der Mir-Arab-Madrasa hat einen zentralen Pischtak mit Iwan. Statt des sonst üblichen rechteckigen Grundrisses des Eingangs-Iwans ist er bei dieser Madrasa ein 5/8-Achteck. Beidseitig des Pischtaks schließen sich drei Achsen zweigeschossiger Spitzbogenarkaden mit Zugängen zu den Wohnzellen der Studenten an. Je ein dreiviertelrunder Eckturm, der mit der Oberkante der Arkaden endet, schließt die Fassade nach außen ab.
Die Madrasa ist 73 Meter lang und 55 Meter breit und hat einen etwa 33 × 37 Meter großen Innenhof. Die Madrasa ist nach dem Vier-Iwan-Schema aufgebaut: Je zwei Pischtaks mit Iwanen stehen sich in der Mitte der Seiten des Innenhofs paarweise gegenüber. Insgesamt gibt es 114 Wohnzellen für Studenten.
Beidseitig des Eingangs befindet sich je ein hoher Raum mit Tambour und Kuppel: rechts (im Süden) ein Unterrichtsraum und links (im Norden) ein Grabraum mit dem Kenotaph des Ubaidullah Khan und dem Grab von Scheich Abdullah Yamani. Für Besucher ist nur das Foyer der Madrasa zugänglich, auf Nachfrage kann man aber auch in den Grabraum kommen.

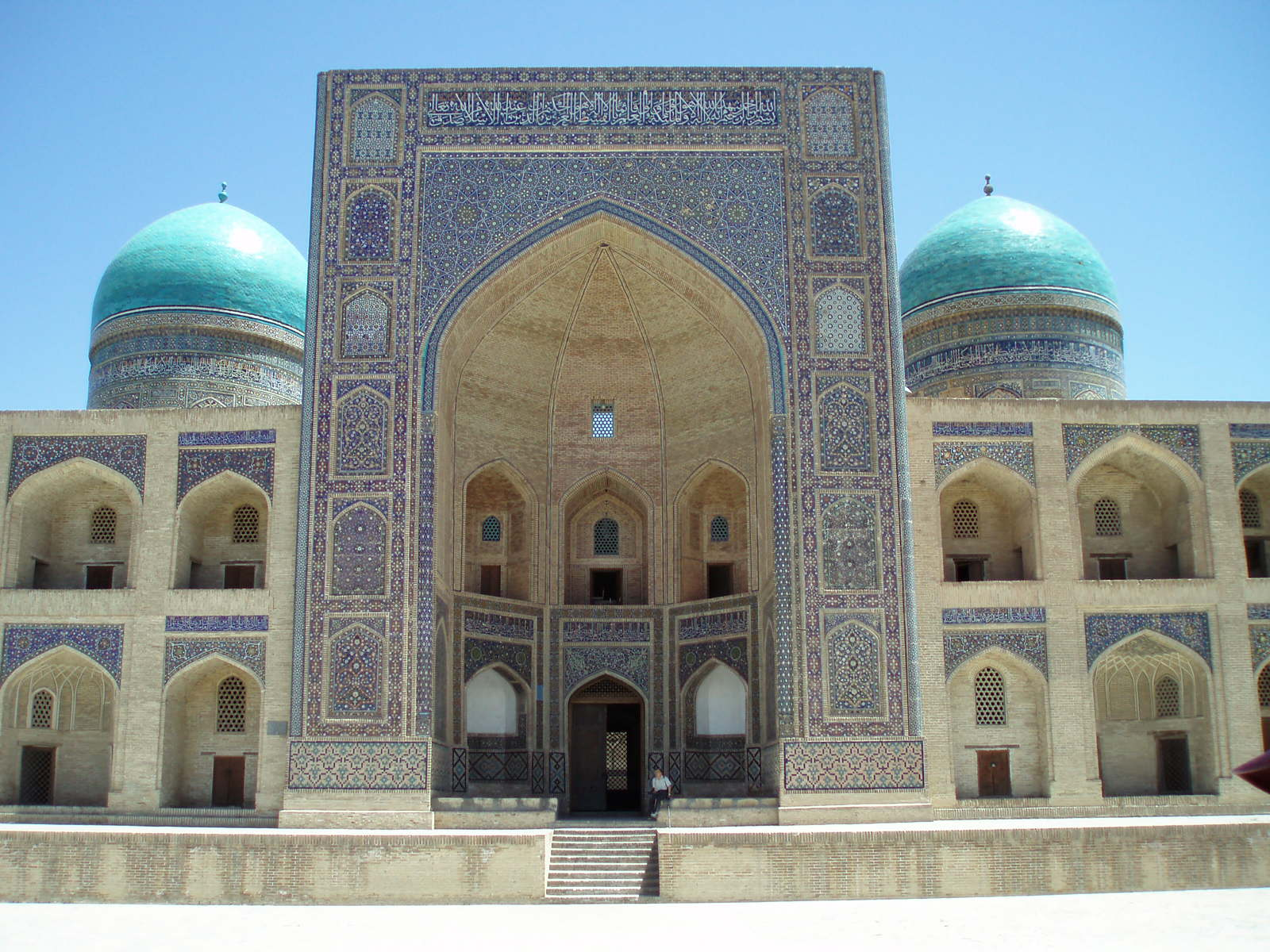
Hauptfassade
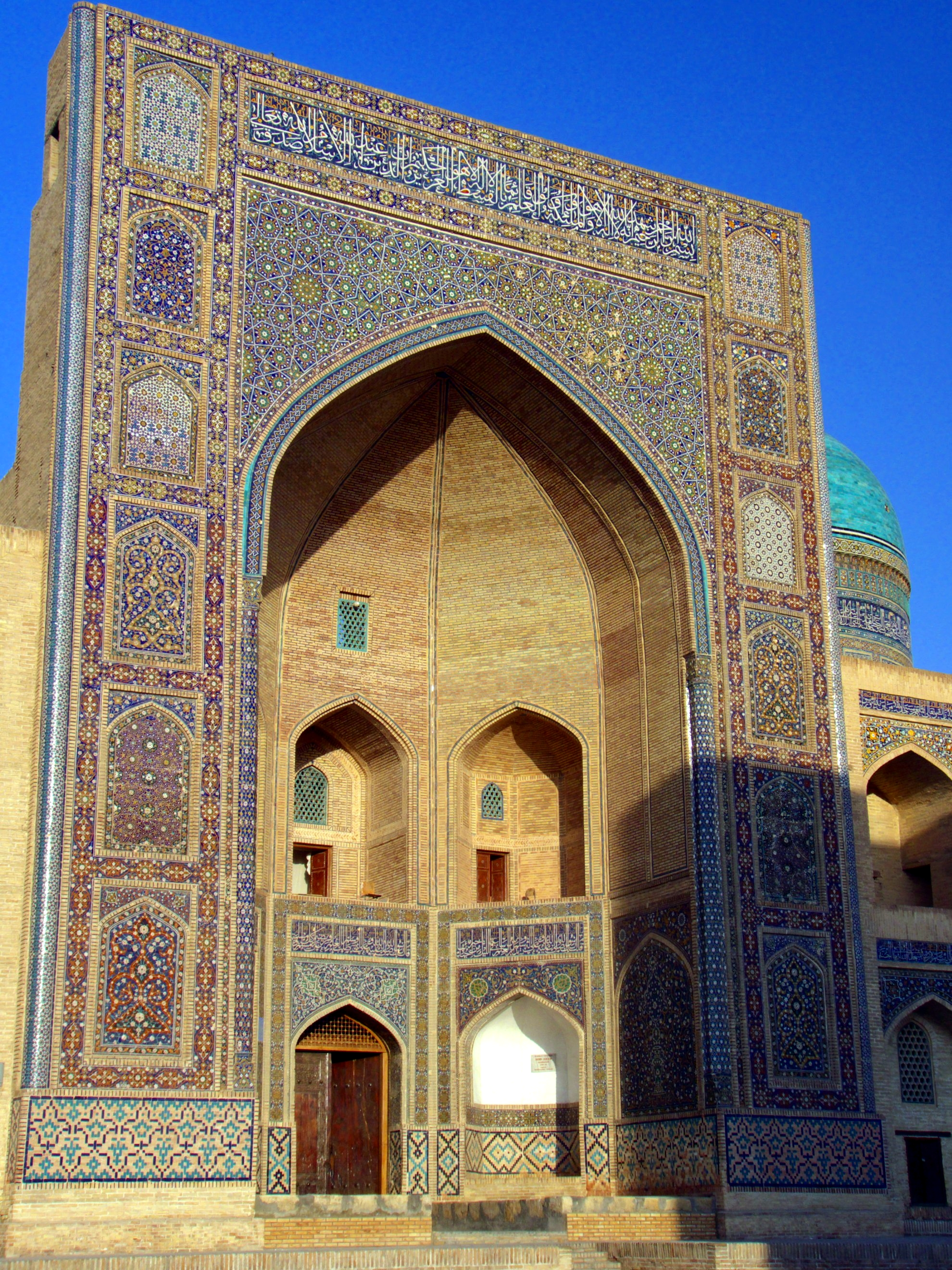
Pischtak
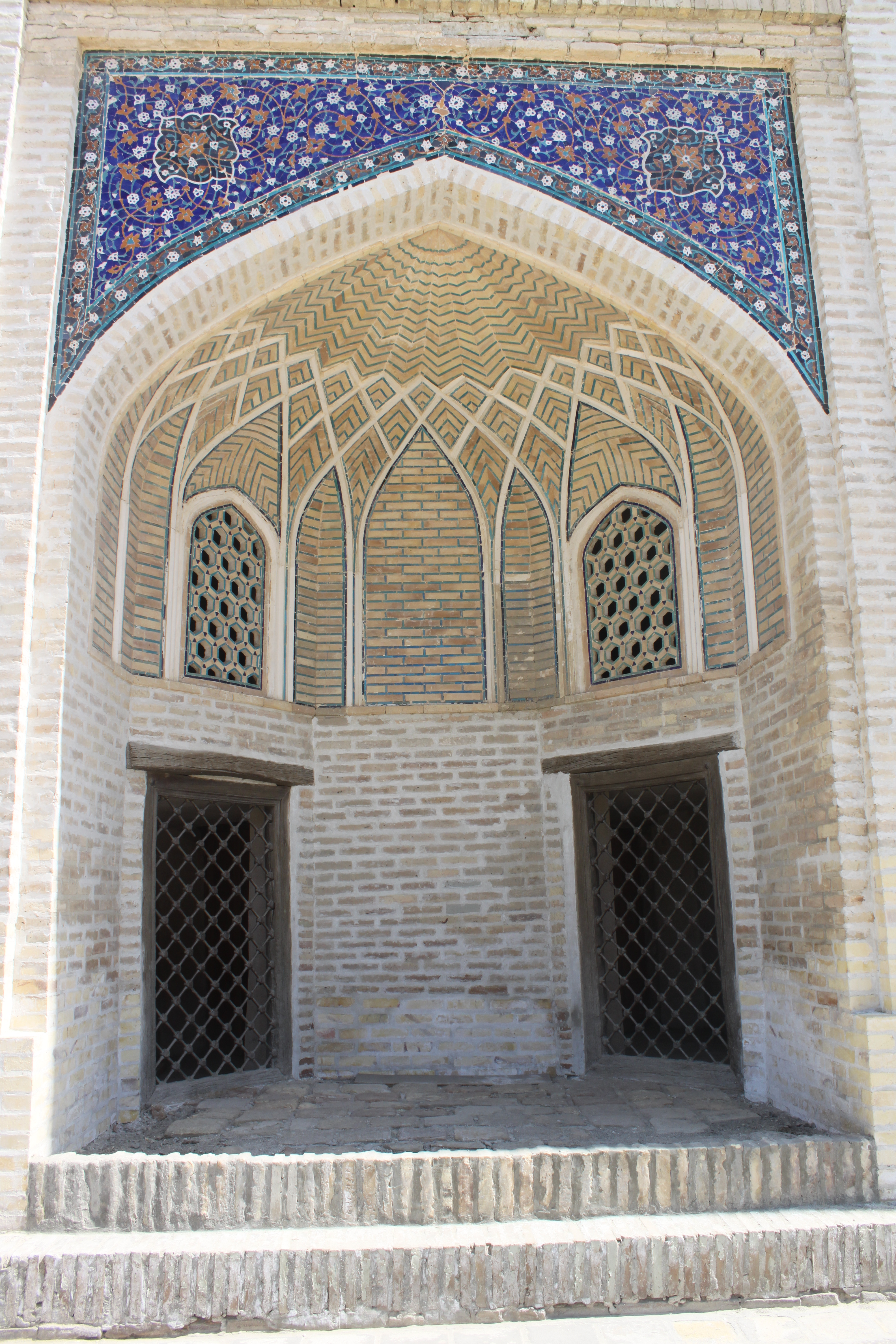
Zellenzugänge
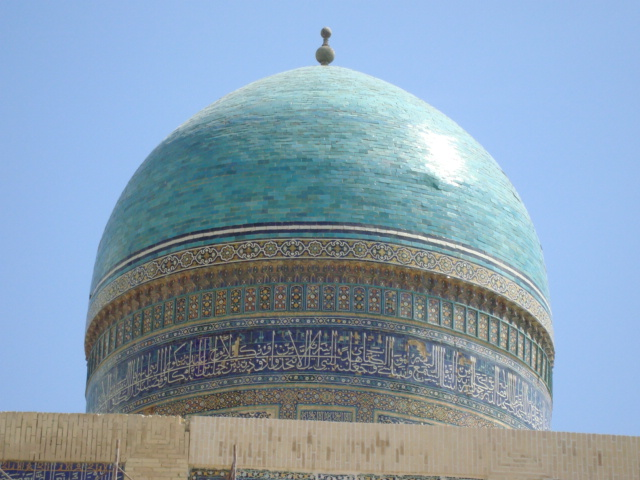
Kuppel
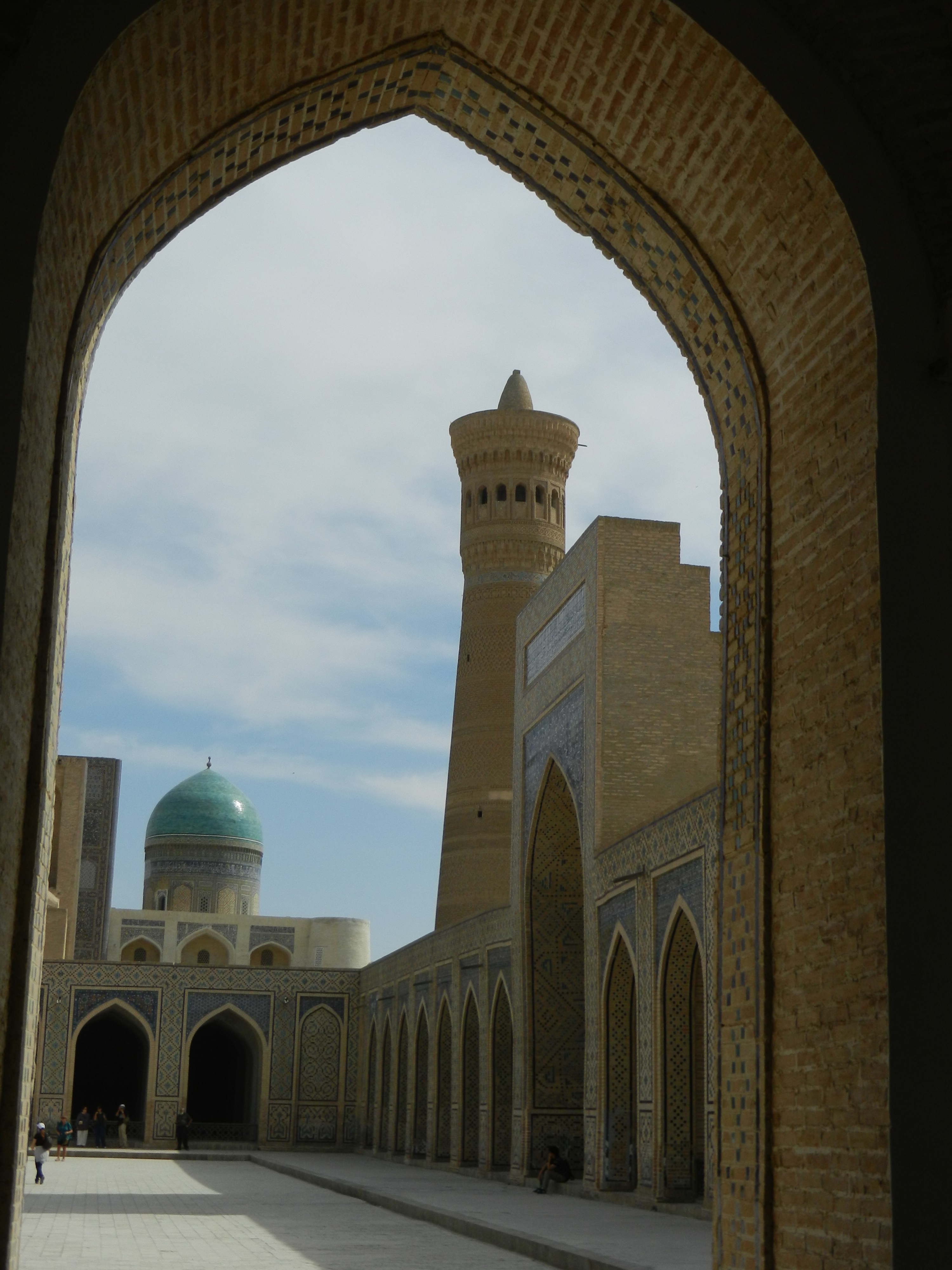
Innenhof

## Videos
- youtube.com: Киножурнал «Хочу всё знать» - №16 (КК) – ab 5:00, aus der Wochenschau Chotschu wsjo snat